# Hei (album de Marcus & Martinus)
Pour les articles homonymes, voir Hei.
Hei est le premier album du duo d'adolescents norvégien Marcus & Martinus, lauréats du Norwegian Melodi Grand Prix Junior 2012 . L'album est sorti sur Sony Music Entertainment le 23 février 2015 et a été un succès, atteignant la première place du classement norvégien des albums . Une édition spéciale est sorti neuf mois plus tard, le 6 novembre 2015, également sur Sony, comprenant des titres supplémentaires. L'édition spéciale était intitulée Hei – Fan-Spesial .

## Singles
« To dråper vann » est sorti comme premier single de l'album en 2012. La chanson a atteint la huitième place du classement norvégien des singles . « Leah » est sorti comme deuxième single de l'album le 25 juillet 2013. « Du » est sorti comme troisième single de l'album en 2014. « Smil » est sorti comme quatrième single de l'album en octobre 2014. « Plystre på deg » est sorti comme quatrième single de l'album le 17 février 2015. « Elektrisk » est sorti en tant que premier single de l'album réédité le 24 juillet 2015. La chanson a atteint la troisième place du classement norvégien des singles et la huitième place du classement suédois des singles . « Ei som deg » est sorti comme deuxième single de l'album réédité le 25 septembre 2015. La chanson a atteint la 15e place du classement norvégien des singles . « Alt jeg ønsker meg » est sorti comme troisième single de l'album réédité le 30 octobre 2015.

## Liste des titres
| 1.    | Plystre på deg | 3:03 |
| 2.    | Blikkstille    | 3:21 |
| 3.    | Hei            | 3:09 |
| 4.    | Slalom         | 3:09 |
| 5.    | Ekko           | 2:55 |
| 6.    | Gæærn          | 3:23 |
| 7.    | Leah           | 3:13 |
| 8.    | Du             | 3:39 |
| 9.    | Smil           | 2:59 |
| 10.   | To dråper vann | 2:45 |
| 31:36 |                |      |

| Hei - Fan-Spesial | Hei - Fan-Spesial         | Hei - Fan-Spesial | Hei - Fan-Spesial | Hei - Fan-Spesial | Hei - Fan-Spesial | Hei - Fan-Spesial | Hei - Fan-Spesial | Hei - Fan-Spesial | Hei - Fan-Spesial |
| No                | Titre                     | Durée             |                   |                   |                   |                   |                   |                   |                   |
| ----------------- | ------------------------- | ----------------- | ----------------- | ----------------- | ----------------- | ----------------- | ----------------- | ----------------- | ----------------- |
| 1.                | Elektrisk                 | 3:20              |                   |                   |                   |                   |                   |                   |                   |
| 2.                | Ei som deg                | 3:23              |                   |                   |                   |                   |                   |                   |                   |
| 3.                | Na Na Na                  | 2:53              |                   |                   |                   |                   |                   |                   |                   |
| 4.                | Plystre på deg            | 3:03              |                   |                   |                   |                   |                   |                   |                   |
| 5.                | Blikkstille               | 3:21              |                   |                   |                   |                   |                   |                   |                   |
| 6.                | Hei                       | 3:09              |                   |                   |                   |                   |                   |                   |                   |
| 7.                | Slalom                    | 3:09              |                   |                   |                   |                   |                   |                   |                   |
| 8.                | Ekko                      | 2:55              |                   |                   |                   |                   |                   |                   |                   |
| 9.                | Gæærn                     | 3:23              |                   |                   |                   |                   |                   |                   |                   |
| 10.               | Leah                      | 3:13              |                   |                   |                   |                   |                   |                   |                   |
| 11.               | Du                        | 3:39              |                   |                   |                   |                   |                   |                   |                   |
| 12.               | Smil                      | 2:59              |                   |                   |                   |                   |                   |                   |                   |
| 13.               | To dråper vann            | 2:45              |                   |                   |                   |                   |                   |                   |                   |
| 14.               | Plystre på deg (acoustic) | 3:29              |                   |                   |                   |                   |                   |                   |                   |
| 15.               | Gæærn (acoustic)          | 3:08              |                   |                   |                   |                   |                   |                   |                   |
| 16.               | Alt jeg ønsker meg        | 3:31              |                   |                   |                   |                   |                   |                   |                   |
| 51:13             |                           |                   |                   |                   |                   |                   |                   |                   |                   |